# Equus africanus asinus, razza albina
L'asino dell'Asinara è una razza di asino che vive nell'isola dell'Asinara ed alcune altre piccole zone circoscritte della Sardegna.

## Origine
Non sono ancora chiare le origini dell'asino bianco dell'Asinara, ma alcuni studi propongono un'origine in loco.
Come tutte le razze di asino domestico (Equus africanus asinus), proviene dalla domesticazione della sottospecie africana Equus africanus africanus. È stata ipotizzata un'importazione dall'Egitto, voluta dal marchese di Mores, nobile sardo che nel 1775 si fece assegnare il ducato dell'isola da Amedeo II di Savoia.
In alcune parti del mondo, come nell'isola dell'Asinara, si è rinselvatichito, dando vita a popolazioni libere non controllate dall'uomo.
Di fatto, coabita l'isola con asini dall'aspetto della razza Asino Sardo (con colorazione del mantello grigia), la quale storicamente veniva allevata principalmente nelle località di Padria, Pozzomaggiore, Alà dei Sardi, Mara, Romana, Villanova Monteleone, e in qualche zona nel Campidano e nell'Iglesiente.
Una tesi più suggestiva racconta del naufragio di un vascello sul finire del 1700, proveniente dall'Egitto e diretto in Francia, carico di asinelli che, in buona parte, sarebbero riusciti a guadagnare la riva.

## Distribuzione
Esistono circa 90 individui allo stato brado sull'isola dell'Asinara e nella foresta demaniale di Porto Conte.
Grazie all'intervento dell'Istituto di incremento ippico si trovano altri individui in diverse località con lo scopo esclusivo del mantenimento dell'integrità genetica della razza.
Diversi esemplari sono tuttora custoditi presso il centro di allevamento Foresta Burgos dell'istituto incremento ippico della Sardegna, il Parco Museo S'Abba Frisca di Dorgali, e presso il parco divertimenti Città della Domenica di Perugia, grazie ad un progetto condotto negli anni ottanta in collaborazione con l'Università degli Studi di Perugia.

## Morfologia e Fisiologia
Molto simile agli asinelli sardi, l'asinello bianco presenta un'altezza di circa 90 cm al garrese (una forma di nanismo insulare), testa pesante e collo corto, arti sottili e robusti.
Il manto è folto, poco setoloso e morbido. Fin dalla nascita bianco candido che col tempo diventa invece opaco (in natura, a causa di polvere e altre cause esogene). La pelle è rosea mentre l'iride è celeste. Queste ultime 2 caratteristiche sono causate da una mutazione nel gene tirosinasi (TYR) responsabile di forme di albinismo e dei sintomi conseguenti tra cui la fotofobia che causa agli asinelli bianchi una tipica camminata incerta e la riluttanza al permanere sotto la luce diretta del sole per lunghi periodi.
Uno studio ha mostrato che non vi sono carenze amminoacidiche nella dieta degli asini bianchi rispetto agli asini grigi al pascolo in ambiente naturale, semmai una ridotta capacità dell'utilizzazione e della tirosina nel processo melanogenetico da parte degli albini, per un difetto enzimatico geneticamente determinato e anche che non ci sono differenze nei parametri ematici tra asini bianchi e grigi dell'isola dell'Asinara. I risultati di tutti gli studi scientifici supportano la base genetica del fenotipo albino di questo rarissimo esempio di albinismo mantenuto allo stato di natura e quindi l'unicità dell'ambiente in cui questi animali vivono.

## Comportamento
Differentemente dai cavalli non si riuniscono in branchi fissi. I maschi adulti vivono solitari, mentre le femmine col puledro.
I maschi si uniscono ad una o due femmine durante la primavera, mentre in estate formano gruppi misti maschi/femmine, anche fra anziani, senza mostrare differenze nella scelta dei partner basata sul colore del mantello.

## Protezione
Nonostante non compaia nella lista delle specie protette dalle leggi regionali, un decreto ministeriale del 27 luglio 1990 lo ha inserito nel "Registro Anagrafico delle Popolazioni Equine riconducibili a Gruppi Etnici Locali", facente parte di un progetto del CNR finalizzato alla "Difesa delle Risorse Genetiche delle Popolazioni Animali".
La tutela dell'intero Parco Nazionale dell'Asinara e delle sue fauna e flora, ma anche delle acque circostanti (tra cui parte della zona Santuario Pelagos per la protezione dei mammiferi marini nel Mediterraneo) è competenza dell'ente parco omonimo.

## Disseminazione
All'asino bianco dell'Asinara si riferisce il titolo dello spettacolo teatrale di Andrea Cosentino, L'asino albino del 2004.